# Кравець Євген Володимирович
Євге́н Володи́мирович Краве́ць (9 жовтня 1988 — 18 жовтня 2014) — солдат Збройних сил України, учасник російсько-української війни.

## Біографія
Народився 1988 року в місті Хуст на Закарпатті у сім'ї військовослужбовця. Дитинство пройшло на Одещині, в смт Раухівка Березівського району. Закінчив Раухівську загальноосвітню школу із золотою медаллю, 2010-го — Одеський національний політехнічний університет з «червоним» дипломом, за спеціальністю «Інженер-енергетик».
У зв'язку з російською збройною агресією проти України призваний за частковою мобілізацією 15 травня 2014 року до щойно створеного батальйону територіальної оборони Одеської області.
Солдат, навідник АГС-17 «Полум'я» 1-го стрілецького відділення 2-го взводу 1-ї роти охорони 18-го батальйону територіальної оборони «Одеса». Зі своїм підрозділом виконував завдання на кордоні з Придністров'ям, по тому — на території проведення антитерористичної операції в Донецькій області, де обороняв підступи до м. Маріуполь.
Трагічно загинув 18 жовтня 2014 року за тимчасовим місцем дислокації стрілецької роти батальйону на південній околиці села Орловське Тельманівського району, — близько 21:30 у наметі старший солдат з автомата АК-74 розстріляв чотирьох співслужбовців. Від наскрізних кульових вогнепальних поранень обличчя та ноги Євген помер дорогою до лікарні. Сержанти Геннадій Бойченко і Олександр Орлик та старший солдат Микола Мокан загинули на місці, ще один боєць дістав поранення.
Похований з військовими почестями на кладовищі села Маринове Березівського району, де мешкають батьки.
8 жовтня 2018 року вироком суду у м. Маріуполь вбивцю засуджено до довічного позбавлення волі.

### Сім'я
Без сина лишились мати Людмила Дмитрівна Кравець та батько Володимир Антонович Кравець — майор, старший офіцер мобілізаційного відділення Березівського райвійськкомату. Старший брат — кадровий військовий, майор Олег Кравець, учасник АТО, заступник військового комісара з територіальної оборони Березівського райвійськкомату.

## Вшанування

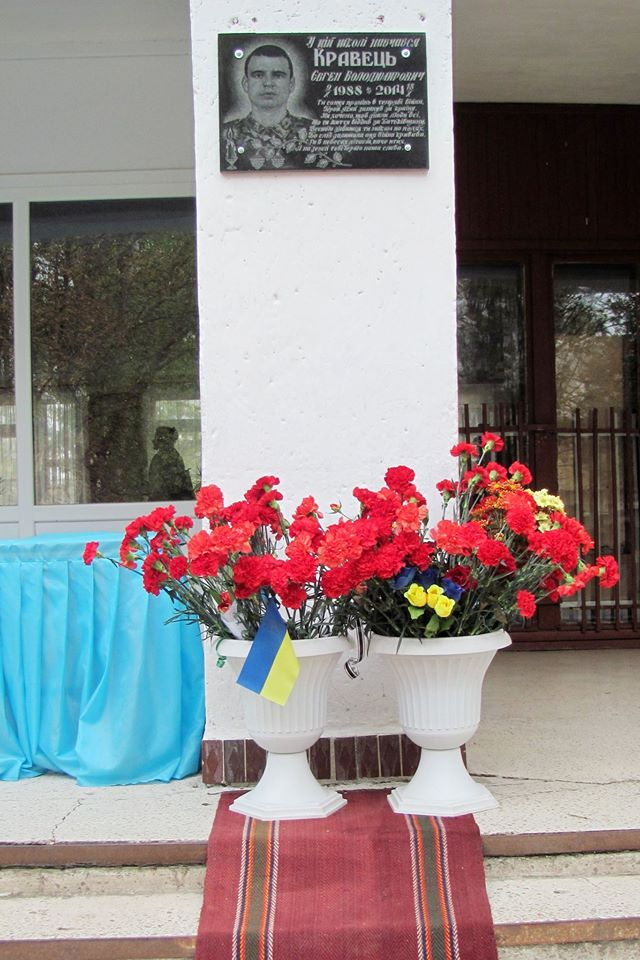
Меморіальна дошка на фасаді Раухівської ЗОШ І-ІІІ

- 9 жовтня 2015 на фасаді Раухівської ЗОШ І-ІІІ ступенів відкрили меморіальну дошку на честь випускника школи Євгена Кравця.
- В смт Раухівка вул. Радянську перейменовано на вулицю Євгена Кравця. На цій вулиці розташована Раухівська селищна рада.[1]
- Його портрет розміщений на меморіалі «Стіна пам'яті полеглих за Україну» у Києві: секція 4, ряд 5, місце 35